# Lucien Abadie
Pour les articles homonymes, voir Abadie.
Pas d'image ? Cliquez ici

a Compétitions nationales et continentales officielles uniquement.

b Matchs officiels uniquement.
 Lucien Abadie, né le 17 août 1937 à Bouilh-Devant (Hautes-Pyrénées) et mort le 18 octobre 1983 à Horgues (Hautes-Pyrénées), est un joueur international français de rugby à XV évoluant au Stadoceste tarbais au poste de pilier.

## Biographie
Lucien Abadie joue avec l'équipe de France et l'équipe du Stadoceste tarbais au poste de pilier (1,78 m pour 84 kg). Il fut au propre comme au figuré l'un des piliers du Stadoceste, du fait de sa longévité exemplaire en équipe première.
Il dispute un test match le 15 décembre 1963 contre l'équipe de Roumanie.

## Statistiques en équipe nationale
- 1 cape avec l'équipe de France en 1963.

## Palmarès
- Vainqueur du Challenge Antoine-Béguère en 1965 avec le Stadoceste tarbais.
- Vainqueur du Championnat de France en 1973 avec le Stadoceste tarbais.